# Rudolf Krummer
Rudolf Krummer (rodným příjmením Krumer, 18. února 1882 Kouřim – 1. února 1958) byl český fotbalista, obránce. Přispěl k tomu, že mužstvo Slavie Praha bylo na počátku 20. století považováno za jedno z nejlepších na kontinentu. Věnoval se také lednímu hokeji, kde hrál rovněž na pozici obránce.

## Fotbalová kariéra
Ve Slavii hrál v před rokem 1904 a 1905–1914. V letech 1904–1905 hrál, spolu se spoluhráči Jindřichem Baumrukem a Janem Koškem, ve Spartě Praha. Se Slavií získal jeden mistrovský titul, který je dnes považován za oficiální – vyhrál Mistrovství Českého svazu fotbalového 1913. Dvakrát získal Pohár dobročinnosti (1911, 1912). Dne 13. června 1908 nastoupil v reprezentačním mužstvu Čech proti Anglii, toto utkání historická komise Českomoravského fotbalového svazu uznala jako jeden ze šesti oficiálních reprezentačních zápasů před rokem 1920.

## Hokejová kariéra
V letech 1908-1911 hrál hokej v klubu SK Slavia Praha, se kterou se v roce 1911 stal vítězem Mistrovství zemí Koruny české.

## Osobní život
Dne 24. ledna 1914 se v Praze oženil s Vincencií Libichovou, rozenou Eckhardtovou.